# Eclissi solare del 4 gennaio 1973
L'eclissi solare del 4 gennaio 1973 è un evento astronomico che ha avuto luogo il suddetto giorno attorno alle ore 15.46 UTC. 
L'eclissi, di tipo anulare, è stata visibile in alcune parti del Sud America (Argentina e Cile), dell'Africa, dell'Antartide e dell'Oceano Pacifico.
L'eclissi è durata 7 minuti e 49 secondi e l'ombra lunare sulla superficie terrestre ha raggiunto una larghezza di 271 km. L'evento del 4 gennaio 1973 è divenuto la prima eclissi solare nel 1973 e la 167ª nel XX secolo. La precedente eclissi solare si è verificata il 10 luglio 1972, la seguente è avvenuta il 30 giugno 1973.

## Percorso e visibilità
L'eclissi si è manifestata all'alba locale nel Sud del Pacifico a circa 70 chilometri al largo dell'isola Henderson; la pseudo umbra lunare si è rapidamente spostata verso il polo sud passando per il piccolo atollo di Ducie. Poi ha proseguito a sud-est e gradualmente verso est, attraversando l'Atlantico e dirigendosi verso Cile e Argentina, raggiungendo il punto di massima eclissi a circa 440 chilometri a sud-est dell'Uruguay. Successivamente la pseudo umbra si è gradualmente spostata a nord-est, terminando al tramonto a circa 210 chilometri a sud-ovest del Gabon.

## Eclissi correlate

### Eclissi solari 1971 - 1974
Questa eclissi è un membro di una serie semestrale. Un'eclissi in una serie semestrale di eclissi solari si ripete approssimativamente ogni 177 giorni e 4 ore (un semestre) a nodi alternati dell'orbita della Luna.

### Ciclo di Saros 131
L'evento fa parte del ciclo di Saros 131, che si ripete ogni 18 anni, 11 giorni, contenente 70 eventi. La serie è iniziata con un'eclissi solare parziale il 1º agosto 1125. Comprende eclissi totali dal 27 marzo 1522 al 30 maggio 1612 ed eclissi ibride dal 10 giugno 1630 al 24 luglio 1702 ed eclissi anulari dal 4 agosto 1720 al 18 giugno 2243. La serie termina al membro 70 con un'eclissi parziale il 2 settembre 2369. La durata più lunga della totalità è stata di soli 58 secondi il 30 maggio 1612. Tutte le eclissi di questa serie si verificano nel nodo ascendente della Luna. 